# بلانشفوس وباي
بلانشفوس وباي هي بلدية فرنسية تقع في إقليم الأردين في منطقة غراند إيست.   